# Grave Digger (monstertruck)

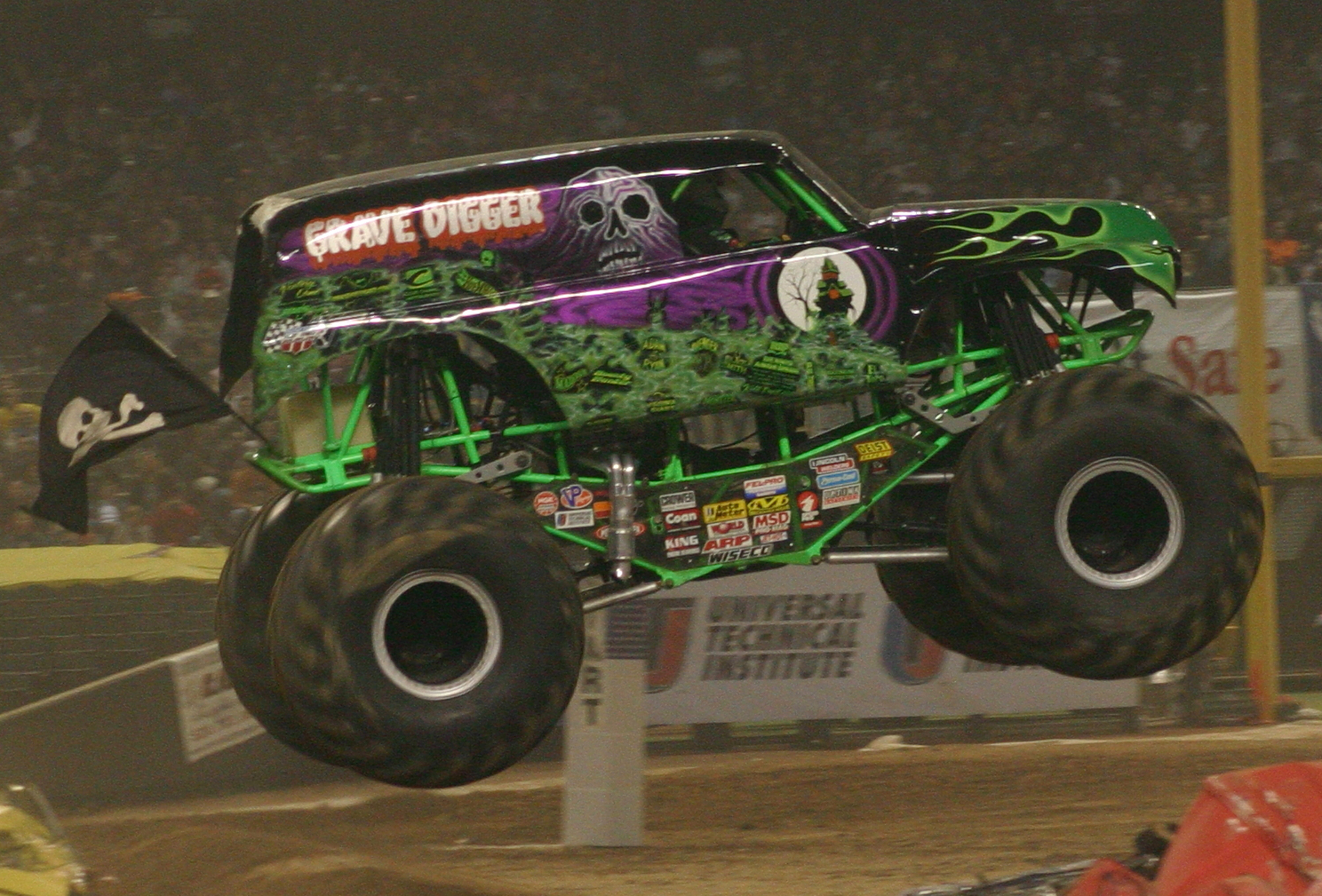
Grave Digger

Grave Digger är ett monstertruckteam som är ett av Monster Jams bästa monstertruckteam. 
Grave Digger körs av Charlie Pauken, Dennis Anderson, Pablo Huffaker, Gary Porter, Jon Zimmer, Carl Van Horn, Randy Brown, Chad Tingler, Ryan Anderson och Adam Anderson. 
Det finns sju olika Grave Diggers,  bland annat "Son-Uva Digger" som körs av Ryan Anderson, "The Legend" som körs av Adam Anderson, Och vanliga "Grave Digger" som körs av Charlie Pauken, Dennis Anderson, Pablo Huffaker, Gary Porter, Jon Zimmer, Carl Van Horn, Randy Brown och Chad Tingler. 